# مرغ باران فی

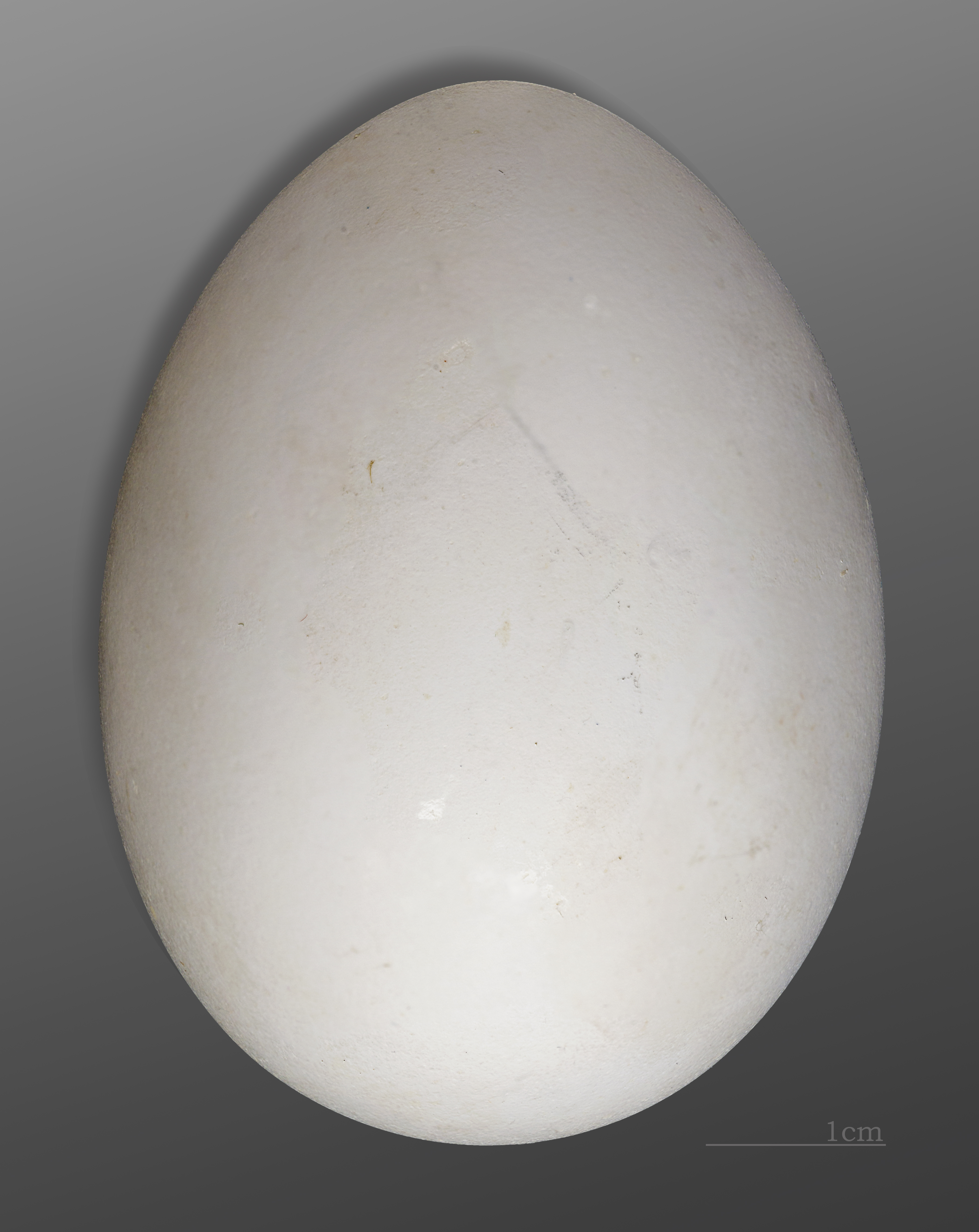
تخم مرغ.

مرغ باران فی (نام علمی: Pterodroma feae) نام یک گونه از سرده مرغ باران خرمگسی است.